# Focke-Wulf Fw 56
Focke-Wulf Fw 56 Stösser byl německý jednomotorový vzpěrový hornoplošník smíšené konstrukce s pevným podvozkem ostruhového typu. Vznikl v 30. letech 20. století, původně jako lehký stíhací letoun, ale posléze sloužil především jako pokračující cvičný stroj pro výcvik stíhacích pilotů nacistické Luftwaffe.

## Vznik

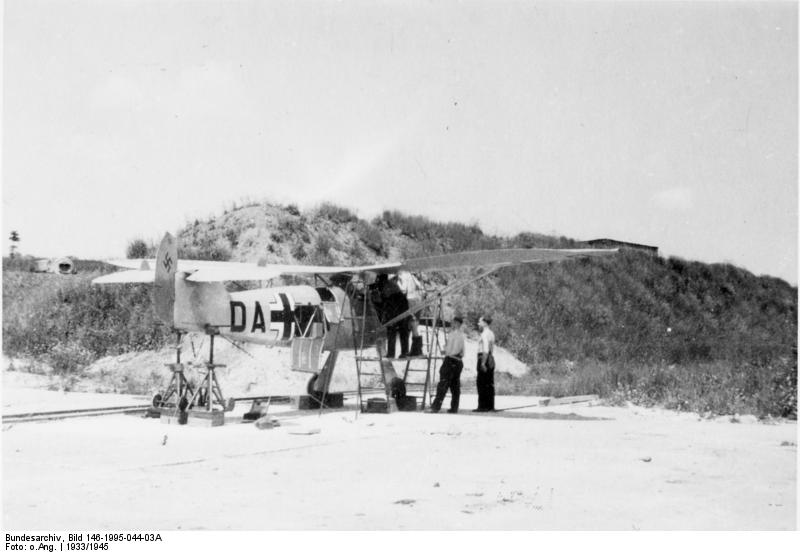
Focke-Wulf Fw 56 "Stösser", Luftwaffe

Fw 56 vznikl na příkaz C-Amtu Luftfahrtkommisariatu z roku 1933 ke stavbě prototypů lehkých stíhacích letounů, adresovaný společnostem Arado, Focke-Wulf, Heinkel a Henschel. Stroje měly být poháněny motorem Argus As 10 a jejich hlavňovou výzbroj měl tvořit jeden synchronizovaný kulomet MG 17 ráže 7,9 mm.
O rok později byly specifikace upraveny a jako definitivní výzbroj byly zvoleny dva kulomety MG 17 se zásobou po 250 nábojích a tři 10kg pumy svisle zavěšené ve vnitřní pumovnici. Tým konstruktérů pod vedením vedoucího inženýra Blasera a za dohledu Kurta Tanka vybral pro tento letoun hornoplošné uspořádání.
Firma Focke-Wulf uzavřela s Technickým úřadem Říšského ministerstva letectví kontrakt na stavbu tří prototypů letounu označeného Fw 56.

## Vývoj

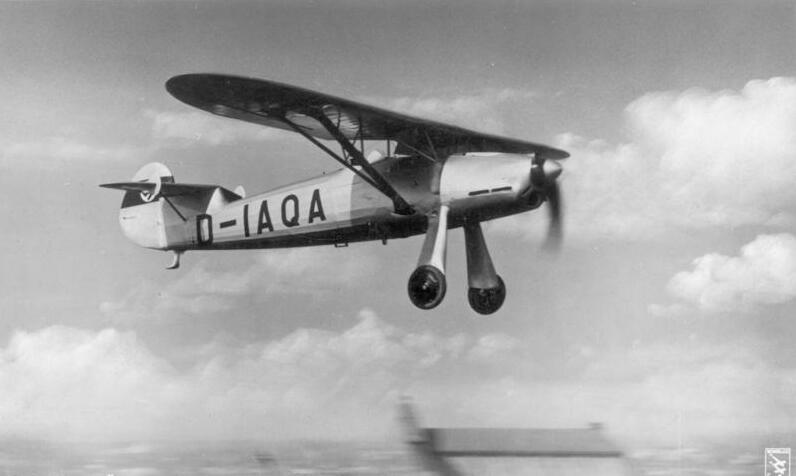
Focke-Wulf Fw 56 "Stösser" (D-IAQA)

První prototyp FW 56a (D-JSOT) byl dokončen v listopadu 1933. Pohon zajišťoval motor Argus As 10 C o vzletovém výkonu 176 kW. Zanedlouho byl dokončen i druhý prototyp Fw 56b (D-IIKA), lišící se od prvního novým vylepšeným podvozkem.
Od roku 1934 se v Německu změnilo označování prototypů a v souladu s novým standardem byly označeny rovněž první dva stroje Fw 56. Z Fw 56a se stal FW 56 V1 (D-ISOT) a z Fw 56b Fw 56 V2. V únoru 1934 byl dokončen rovněž třetí prototyp Fw 56 V3 (D-ILAR), který měl odpovídat případné sériové variantě.
Ještě v roce 1934 byly zkonstruovány tři letouny předsériové verze Fw 56 A-0, nazvané Krahujec. Tyto letouny navíc obdržely i prototypová označení. Čtvrtý vyrobený Fw 56 (D-ITAU) měl jinak tvarovaný motorový kryt a výfuk na pravé straně trupu nebyl, což mělo zabránit vnikání výfukových plynů do pilotního prostoru. Letoun byl vybaven také malými aerodynamickými brzdami pod křídlem určenými pro střemhlavý let. Spojení křídla s trupem bylo zesíleno ocelovými lanky umístěnými mezi vzpěrami a trupem. Stalo se tak po havárii prvního prototypu při testech střemhlavého letu nad letištěm v Johannisthalu. Zalétávací pilot Siewelcke zahynul v troskách stroje. Tento letoun byl také jako první opatřen kompletní hlavňovou výzbrojí včetně možnosti nést trojici pum.

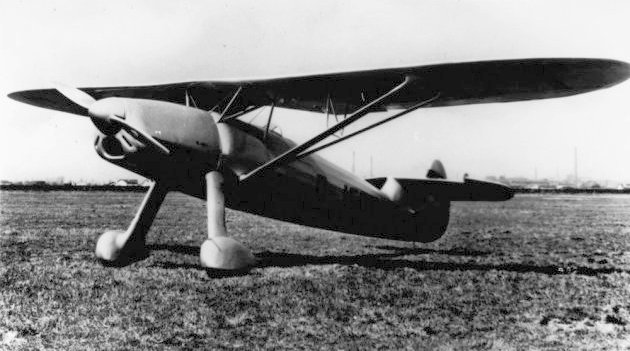
Focke-Wulf Fw 56 Stösser

Druhý stroj předsériové verze byl identický s V4 a nesl označení Fw 56 A-02 (D-IGEU). Poslední předsériový Fw 56 A-03 měl střeleckou výzbroj cvičné verze, kterou představoval jeden kulomet MG 17 uložený na pravé straně trupu.
V roce 1934 se na Fw 56 zkoušela také přídavná střelecká výzbroj složená ze dvou samopalů Bergmann, upevněných ke vzpěrám tvaru písmene V, které spojovaly křídlo s trupem. Samopaly střílely mimo okruh vrtule. Testy nové výzbroje skončily neúspěšně a Bergmany byly krátce na to demontovány.
V létě 1935 C-Amt rozhodl o sériové výrobě Fw 56, i když svými výkony mírně zaostával za konkurenčními stroji Arado Ar 76 a Heinkel He 74.
Sériová verze Fw 56 A-1 se v podstatě shodovala s předchozími letouny. Pohonnou jednotku tvořil motor Argus 10C s pevnou dvojlistou dřevěnou vrtulí.

## Nasazení

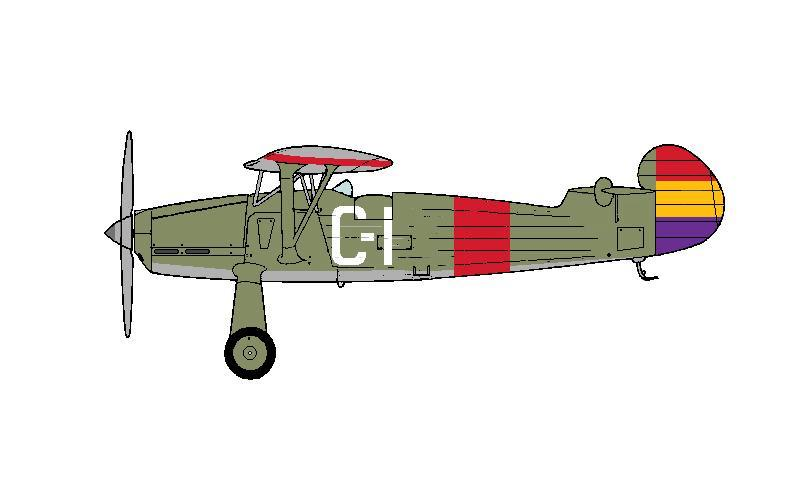
Jeden z pěti letounů Focke-Wulf Fw 56 (C-1) španělského republikánského letectva

Sériové letouny byly zařazeny do škol stíhacích pilotů vojenského letectva a stroje bez výzbroje používala branná organizace NSFK.
Druhý prototyp zůstal jako zkušební letoun u mateřské společnosti a později ho používal Oberst Ernst Udet ke zkouškám a předvádění střemhlavého bombardování. Za tímto účelem stroj obdržel novou stavitelnou vrtuli a na vnější stranu vzpěr pumové závěsníky pro tři 10 kg kouřové pumy pod každou polovinou křídla. Během jedné z prvních zkoušek střemhlavého bombardování svrhl pilot V2 Flugkapitän Wolfgang Stein 40 % pum přesně na cíl.
V roce 1938 uskutečnil německý akrobat Gerd Achgelis turné po USA, při kterém předváděl možnosti Fw 56A-1 (D-IKNI). Jeho Stösser byl vybaven silnějším motorem Argus As 10 E s maximálním výkonem 198 kW ve výšce 2100 m. Předvádění letounu sponzorovala americká firma Gilmore Oil Company.
V roce 1937 byl Fw 56 uvolněn pro export. První zemí, která objednala 12 letounů Fw 56 A-1, bylo Rakousko. Maďarsko obdrželo v letech 1937-38 celkem 18 kusů.

## Specifikace

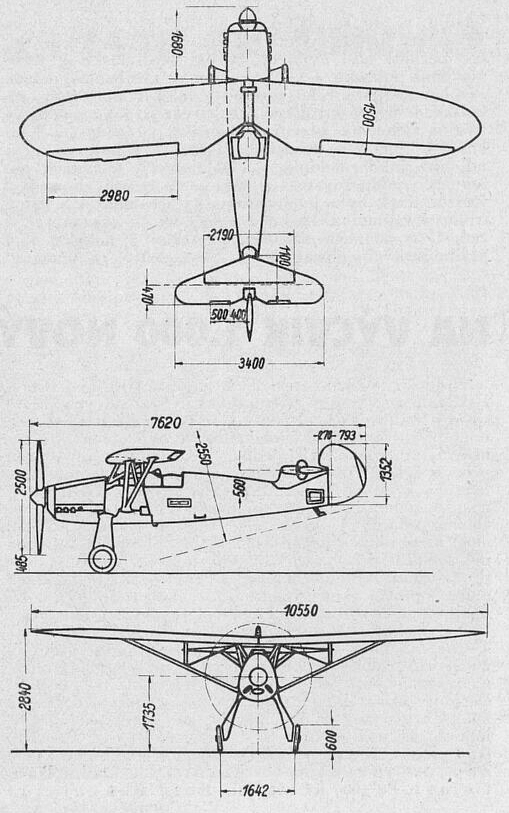
Třípohledový nákres Fw 56

### Technické údaje
- Osádka: 1
- Rozpětí: 10,50 m
- Délka: 7,60 m
- Výška: 2,55 m
- Hmotnost prázdného letounu: 665 kg
- Vzletová hmotnost: 977 kg
- Pohonná jednotka: 1 × invertní osmiválcový vidlicový motor Argus As 10C
- Výkon pohonné jednotky:

### Výkony
- Maximální rychlost u země: 267 km/h
- Maximální rychlost ve výšce 5000 m: 233 km/h
- Cestovní rychlost: 245 km/h
- Stoupavost: 8,4 m/s
- Doba výstupu do výšky 1000 m: 2,4 min
- Doba výstupu do výšky 2000 m: 5 min
- Doba výstupu do výšky 3000 m: 8,3 min
- Praktický dostup: 6200 m
- Dolet: 370 km

### Výzbroj
- 2 × synchronizovaný kulomet MG 17 ráže 7,92 mm
- 3 × 10kg letecká puma